# Ингвилд Сторхауг
Ингвилд Сторхауг (на норвежки: Ingvild Storhaug) е норвежка оперна певица, мецо-сопрано. Родена е в Берген, Норвегия. От 1996 до 2000 учи пеене в музикалното училище на Тромсьо. Тя учи в консерваторията в Карлсруе, Германия.
Ингвилд е имала концерти в Норвегия и Германия, пяла е с Noche Escandinava в Чили и Аржентина през 2002 г.